# Sargo-de-beiço
O sargo-de-beiço, beiçudo, salema-açu ou pirambu (Anisotremus surinamensis) é um peixe da família dos hemulídeos que chega a atingir cerca de 75 a 80 cm de comprimento e a pesar cerca de 6 kg. Vive em cardumes quando jovens, junto a ilhas e orlas costeiras, onde encontra as anfractuosidades necessárias para os seus hábitos de captura de alimento, escondendo-se e atacando as presas (crustáceos, ouriços, mariscos e pequenos peixes) quando existe menos luz.